# Paul Beatty
Pour les articles homonymes, voir Beatty.
Œuvres principales
- Moi contre les États-Unis d'Amérique

Paul Beatty, né le 9 juin 1962 à Los Angeles, est un écrivain afro-américain contemporain, professeur à l'université Columbia de New York.

## Biographie
Paul Beatty est diplômé d'un Master of Fine Arts du Brooklyn College en écriture créative. Il a également obtenu une maîtrise en psychologie à l'université de Boston.
En 1990, il est couronné Grand champion de slam du café des poètes de Nuyorican et gagne à cette occasion un contrat d'édition pour la publication de son premier recueil de poésie, Big Bank Takes Little Bank. Son deuxième livre de poésie, Joker, Joker, Deuce, suit trois ans plus tard. Paul Beatty fait plusieurs apparitions à la télévision, récitant ses poèmes sur MTV et le réseau PBS (dans la série The United States of Poetry). En 1993, il obtient une subvention de la Fondation pour les arts contemporains (FCA) de New York.
Son premier roman, American prophet (The White Boy Shuffle), fait l'objet d'une critique positive dans le New York Times. Le journaliste Richard Bernstein y qualifie le livre de « déflagration satirique venue du cœur talentueux de la vie noire américaine ». Son deuxième roman, Tuff, est bien reçu par le magazine Time.
Beatty a également publié une anthologie de l'humour afro-américain intitulée Hokum et écrit un article dans The New York Times sur ce même sujet.
En septembre 2016, il obtient le Groprix de littérature grolandaise pour son roman Moi contre les États-Unis d'Amérique (The Sellout) lors du Festival international du film grolandais de Toulouse. La même année il est le premier américain à recevoir le prix Booker pour le même ouvrage.

## Œuvres

### Recueils de poésie
- Big Bank Take Little Bank (1991)
- Joker, Joker, Deuce (1994)

### Romans
- The White Boy Shuffle (1996) Publié en français sous le titre American prophet, traduit par Nathalie Bru, Paris, 10/18 no 4880 2015  (ISBN 978-2-264-06272-7)
- Tuff (2000) Publié en français sous le titre Tuff, traduit par Nathalie Bru, Paris, Cambourakis, 2018  (ISBN 978-2-36624-313-0) ; réédition, Paris, 10/18, coll. « Domaine étranger » no 5457 2019  (ISBN 978-2-264-07292-4)
- Slumberland (2008) Publié en français sous le titre Slumberland, traduit par Nicolas Richard, Paris, Seuil, coll. « Fiction & Cie », 2009  (ISBN 978-2-02-098219-1) ; réédition, Paris, Cambourakis, 2017  (ISBN 978-2-36624-275-1)
- The Sellout (2015) Publié en français sous le titre Moi contre les États-Unis d'Amérique, traduit par Nathalie Bru, Paris, Cambourakis, 2015  (ISBN 978-2-36624-156-3) ; réédition, Paris, 10/18, coll. « Domaine étranger » no 5253 2017  (ISBN 978-2-264-06821-7)

### Autre publication
- Hokum: An Anthology of African-American Humor (2006)